# Likarstvenne, Simferopol
Likarstvenne (în ucraineană Лікарственне) este un sat în comuna Pojarske din raionul Simferopol, Republica Autonomă Crimeea, Ucraina.

## Demografie
Componența lingvistică a localității Likarstvenne
     Rusă (74,92%)
     Ucraineană (13,48%)
     Tătară crimeeană (8,51%)
     Belarusă (1,81%)
     Alte limbi (0,38%)
Conform recensământului din 2001, majoritatea populației localității Likarstvenne era vorbitoare de rusă (74,92%), existând în minoritate și vorbitori de ucraineană (13,48%), tătară crimeeană (8,51%) și belarusă (1,81%).